# Неджефабад (Кохгилуйе и Бойерахмед)
Неджефаба́д (перс. نجف اباد‎) — небольшой город на юго-западе Ирана, в провинции Кохгилуйе и Бойерахмед. Входит в состав шахрестана Бойерахмед. Является южным пригородом Ясуджа.
На 2006 год население составляло 5 913 человек.

## География
Город находится на востоке Кохгилуйе и Бойерахмеда, в горной местности центрального Загроса, на высоте 1 817 метров над уровнем моря.
Неджефабад расположен на расстоянии нескольких километров к югу от Ясуджа, административного центра провинции и на расстоянии 550 километров к югу от Тегерана, столицы страны.